# Santiago Fisas
Santiago Fisas Ayxelá est un homme politique espagnol né le 29 août 1948 à Barcelone. Membre du Parti populaire (PP), il est député européen depuis les élections européennes de 2009.
Au Parlement européen, il siège au sein du Groupe du Parti populaire européen. Il est membre de la Commission de la culture et de l'éducation, de la délégation à l'Assemblée parlementaire euro-latino-américaine, de la délégation à la commission parlementaire Cariforum-UE et de la délégation pour les relations avec le Conseil législatif palestinien.